# Дорога к дому (фильм)
«Дорога к дому» (англ. The Road to Home) — отмеченный наградами британский полнометражный документальный фильм 2015 года о Бенни Венде, лидере движения независимости папуасов индонезийской части Новой Гвинеи и кандидате на Нобелевскую премию мира. После его побега из индонезийской тюрьмы в 2002 году, где он содержался в изоляции и подвергался пыткам как политический заключенный, Бенни стал неутомимым борцом на международной арене, проводя кампанию борьбы со «страданиями его народа под властью колониального режима Индонезии».

## Фон событий
Получив политическое убежище в Великобритании в 2004 году, в 2011 году Венда был значительно ограничен в свободе передвижения, когда по поручению правительства Индонезии Интерпол издал «красное уведомление», в результате чего он подвергался опасности экстрадиции в случае заграничной поездки. В следующем году «красное уведомление» было отменено после того, как его признали «преимущественно политическим по своему характеру» и тем самим нарушающим правила Интерпола. Затем Венда предпринял всемирный «Тур свободы», чтобы заручиться мировым осознанием и поддержкой движения за независимость Западного Папуа. Бенни выступал, в частности, в Новой Зеландии, Австралии, Швейцарии, Польше, Великобритании, Папуа-Новой Гвинее, Соломоновых Островах, Соединенных Штатах Америки и многих других. В Индонезии же ему по-прежнему грозит арест.

## Создание
Фильм был продюсирован британским режиссёром Домиником Брауном и снимался в течение двухлетнего периода, когда режиссёр присоединился к Бенни Венде в его зарубежных поездках, включая его появление на форуме свободы Осло и его первый заокеанский тур в США, Австралию, Новую Зеландию, Папуа-Новую Гвинею и Вануату.

## Награды
Лучший документальный фильм — Амстердамский кинофестиваль, 2016.